# 森の向う側
『森の向う側』（もりのむこうがわ）は、1988年公開の日本映画。
村上春樹の短編小説「土の中の彼女の小さな犬」（短編集『中国行きのスロウ・ボート』収録）の映画化で、野村恵一監督のデビュー作。

## キャスト
- J：きたやまおさむ
- 彼女：一色采子
- 老人：藤田進
- 老人の妻：三宅邦子
- 彼（声）：寺田農

## スタッフ
- 監督：野村恵一
- 原作：村上春樹「土の中の彼女の小さな犬」（『中国行きのスロウ・ボート』収録）
- 脚本：中村努
- 企画・製作：野村企画
- プロデューサー：清水一夫
- 撮影：安藤庄平
- 美術：内藤昭
- 音楽：金久万利子
- 録音：久保田幸雄
- 照明：佐藤幸次郎
- 編集：谷口登司夫
- 助監督：鶴巻日出雄
- スチール：小山田幸生